# Trevor Morgan
Trevor John Morgan (* 26. listopadu 1986) je americký filmový herec, kterž proslul zejména dětskými rolemi ve filmech Šestý smysl (1999), Patriot (2000) nebo Jurský park 3 (2001). Hrál také v různých televizních seriálech (Pohotovost, Kriminálka Miami atd.). Za své role byl několikrát nominován a dvakrát zvítězil v soutěžích o nejlepší dětský herecký výkon. Je vegetarián a má zálibu ve sportu.